# Heleneholm
Heleneholm är ett industri-, affärs-, utbildnings- och bostadsområde i stadsdelen Fosie i Malmö. 
Heleneholm ligger mellan Trelleborgsvägen och Munkhättegatan, söder om Ystadvägen.
Heleneholmsområdet domineras i söder av Heleneholmsverket, ett fjärrvärmeverk som förser stora delar av Malmö med värme. Heleneholmsverkets största skorsten är 130 m hög och därför Malmös näst högsta byggnadsverk. Av de två skorstenarna syns den högre över stora delar av Malmö.
Norr därom ligger Heleneholms idrottsplats, där Heleneholms IF och Heleneholms SK finns, och strax intill låg Heleneholms ambulans- och färdtjänststation fram till 2018, då byggnaden revs.
Områdets bostäder är främst hyresrätter från 1950-talet. De ligger på båda sidor om Fosievägen. Den passerar till och med genom ett av husen. I närheten av Dalaplan finns äldre industrifastigheter som på senare år sanerats och gjorts om till affärslokaler. 
Heleneholm är uppkallat efter Helena Kronsjö (Cronsioe). Hennes make skapade en lantegendom i området kring år 1800 genom att köpa upp flera fastigheter. Helena Kronsjös far, grosshandlare Edward Engeström, uppförde en slottsliknande byggnad till sin dotters bröllop 1877. 1924 blev byggnaden restaurang, vilket den är fortfarande. Slottet ägde från 1932 till 1993 av Malmö stad, därefter blev den privatägd.

## Heleneholms skolkomplex och kulturinriktning
1960–1962 lades grunden till det stora utbildningskomplexet i Heleneholm med Heleneholmskolan, ritad av Carl Nyrén med  modernistisk byggnadsstil i två plan med atriumgårdar och modernistiska konstverk. Det finns två grundskolor i området: Eriksfältsskolan (7–9) och Munkhätteskolan (F–9) samt en gymnasieskola, Heleneholms gymnasium. 
Heleneholmskolan har fungerat som fackskola, grundskola och gymnasieskola, och den har ofta varit något av en pedagogisk experiment- och högre utbildningsskola, då Lärarhögskolan placerades i ett stort komplex i dess direkta anslutning (flyttade dock 2005 till nya byggnaden Orkanen i Malmö högskolas nya område på Universitetsholmen i hamnen). 1965 tilldelades byggnaden Sveriges finaste arkitekturpris, Kasper Salin-priset.
Heleneholmskolan hade med sin stora teaterbyggnad och aula redan från början också en kulturprägel med Heleneholmskolans Teaterförenings livaktiga verksamhet. År 1985 omvandlades skolan till ren gymnasieskola med estetiska kulturutbildningar inom bland annat teater, musikal och musik. På skolan har ett flertal blivande kända kulturpersoner gått, till exempel skådespelare som  Eva Remaeus, Sissela Benn, Stellan Skarsgård, Julia Ragnarsson, Lars-Göran Ragnarsson, regissörer som Ronny Danielsson, sångare/musiker som Sanna Nielsen, Vivian Buczek, Claudia Campagnol och medlemmarna i gruppen Calaisa och författare som Staffan Bjerstedt.
Intill de övriga skolorna byggdes 1980 ännu en kulturverksamhet på området, Musikhögskolan i Malmö, ritad av Stig Forsberg.
Inom området ligger även Stadsområdesförvaltning Söder och Malmö badmintongymnasium.